# Francesco II Gattilusio
Francesco II Gattilusio (nacido como Jacopo Gattilusio; c. 1365-26 de octubre de 1403/1404) fue el segundo señor de Lesbos desde 1384 hasta su muerte. Era el tercer hijo de Francesco I Gattilusio y María Paleóloga, hermana del emperador bizantino Juan V Paleólogo.

## Biografía
Era el tercer hijo de Francesco Gattilusio, señor de Lesbos, y María Paleóloga, hermana del emperador bizantino Juan V Paleólogo. El 6 de agosto de 1384, un terremoto sacudió la isla. Entre los muertos estaban su padre y sus hermanos mayores, Andrónico y Domenico. Sin embargo, Jacopo sobrevivió: cuando ocurrió el terremoto, se encontraba durmiendo al lado de sus hermanos en una torre de su castillo, pero al día siguiente fue descubierto en un viñedo en la base del castillo. Sucedió a su padre en el gobierno de Lesbos bajo el nombre de Francesco II. Sin embargo, todavía era menor de edad y fue puesto bajo la regencia de su tío paterno Niccolò de Eno.
La regencia perduró únicamente tres años cuando ambos tuvieron una discusión y Niccolò regresó a su hogar. Por recomendación de su amigo común, Demetrio Cidonio, Francesco permitió que Manuel Paleólogo se refugiara en Lesbos durante al menos dos meses en el verano de 1387, después de que este había huido de Tesalónica. Sin embargo Francesco no permitió a Manuel establecer su residencia en el interior de las paredes de Mitilene, posiblemente debido al tamaño de su séquito o porque no quería enfadar al sultán otomano Murad I.
En noviembre de 1388, Francesco se alió con los Caballeros de Rodas, los genoveses de Quíos, Jacobo I de Chipre y los genoveses de Gálata contra el sultán Murad. En el verano de 1396, cuando Pera fue asediada por los soldados de Bayezid I, su galera estaba estacionada en el Cuerno de Oro; la comunidad genovesa de Pera solicitó su ayuda a Francesco; posteriormente ayudó a los venecianos a hacer una salida para apoyar Constantinopla. Francesco, junto con su tío Niccolò, también prometieron sumas considerables en el rescate de prisioneros tomados en la batalla de Nicópolis (1396); en el rescate total, fijado en 200 000 ducados, los dos hombres se hicieron responsables de 150 000, que los prisioneros prometieron devolver lo antes posible.
Este acto, así como la ubicación de Lesbos, hizo que su hogar fuera visitado con frecuencia por importantes personajes de Europa Occidental: William Miller dice que «este era el último lugar de parada en tierras latinas en el camino a Constantinopla o Asia». Ruy González de Clavijo, el embajador Enrique III de Castilla enviado a Tamerlán en 1403, se quedó con Francesco en un momento de su viaje por el exterior, y registra que conoció a Juan VII Paleólogo, «el joven emperador» en su casa; de Clavijo señala que Juan «residía mucho en esta isla».
Se desconoce el nombre de su esposa. La única pista de su identidad es la declaración del cronista búlgaro Constantino de Kostenets, biógrafo de Esteban Lazarević, quien escribió alrededor de 1431 que la esposa de Esteban, Helena Gattilusio, era «a través de su madre sobrina del emperador Manuel II Paleólogo».
Según los informes, Francesco murió de una manera inusual, un escorpión lo había picado. La cantidad de personas que corrieron en su ayuda hizo que el piso, que era de madera, colapsara por el peso. El veneno no lo mató, pero la caída sí.

## Descendencia
Francesco tuvo seis hijos conocidos:
- Jacopo Gattilusio, señor de Lesbos desde 1403/1404 hasta 1428.
- Dorino I Gattilusio, señor de Lesbos desde 1428 hasta 1455.
- Palamedes Gattilusio, señor de Eno desde 1409 hasta 1455.
- Irene Gattilusio, esposa de Juan VII Paleólogo, madre de Andrónico V Paleólogo.
- Helena Gattilusio, esposa de Esteban Lazarević de Serbia.
- Caterina Gattilusio, esposa de Pietro Grimaldi, barón de Beuil.